# Моріц Бляйбтрой
Мо́ріц Бляйбтрой (нім. Moritz Bleibtreu; нар. 13 серпня 1971, Мюнхен) — німецький актор, син актриси Моніки Бляйбтрой та актора Ганса Бреннера і прапраплемінник актриси Гедвіґи Бляйбтрой. Виріс в Гамбурзі. Вперше з'явився на телебаченні в кінці сімдесятих в дитячому серіалі Neues aus Uhlenbusch (автор сценарію його мама Моніка та Райнер Болдт). Наступні його ролі в Ich hatte einen Traum (Райнер Болдт) та в мінісеріалі Mit meinen heißen Tränen. По закінченню школи, йому було 16, він жив в Парижі та Нью-Йорку, де він закінчив школу акторської майстерності. 1992 року починається його акторська кар'єра в Schauspielhaus в Гамбурзі. В нього, крім того, були численні невеликі ролі на телебаченні.

## Фільмографія
- 1977 — Neues aus Uhlenbusch (TV)
- 1993 — Schulz und Schulz (TV)
- 1994 — Unschuldsengel (TV)
- 1994 — Kinder des Satans (TV)
- 1995 — Stadtgespräch
- 1996 — Die Gang (TV)
- 1996 — Das erste Mal (TV)
- 1996 — Достукатись до небес / Knockin' On Heaven's Door
- 1998 — Біжи, Лоло, біжи / Lola rennt — Мані
- 1998 — Liebe Deine Nächste
- 1998 — Das Gelbe vom Ei (TV)
- 1998 — Місячний тато / Luna Papa — Насредін
- 2000 — Invisible Circus
- 2000 — Fandango
- 2000 — Im Juli
- 2000 — Lammbock
- 2000 — Taking Sides
- 2000 — Експеримент / Das Experiment — Терек, в'язень № 77
- 2001 — Думки сторін
- 2002 — Solino
- 2003 — Germanikus
- 2004 — Agnes und seine Brüder
- 2004 — Кухар-злодій
- 2005 — Vom Suchen und Finden der Liebe
- 2005 — The Keeper: The Legend of Omar Khayyam
- 2005 — Мюнхен / Munich — Андреас
- 2006 — Elementarteilchen
- 2006 — Жива риба
- 2007 — The Walker
- 2007 — Гніздо жайворонка / La Masseria delle allodole
- 2007 — Жінки-агенти / Les femmes de l´ombre
- 2007 — Прочисть мізки! / Free Rainer — Dein Fernseher lügt
- 2008 — Комплекс Бадер-Майнгоф / Der Baader Meinhof Komplex
- 2007 — Душевна кухня / Soul Kitchen
- 2010 — Час змінює тебе / Zeiten ändern dich
- 2010 — Єврей Зюс — фільм без совісті / Jud Süß — Film ohne Gewissen
- 2011 — Калейдоскоп кохання / 360 — німецький бізнесмен
- 2012 — Четверта влада / Die vierte Macht — Пауль Янсен
- 2012 — Янгол-охоронець / Schutzengel — Руді
- 2013 — Війна світів Z / World War Z — лікар на станції в Уельсі
- 2013 — П'ята влада / The Fifth Estate — Маркус
- 2014 — Не мій день / Nicht mein Tag — Напо
- 2017 — Одного разу у Німеччині / Es war einmal in Deutschland… — Давид Берманн

## Нагороди
- Премія Ернста Любіча (1998)